# Storm Davis
Pour les articles homonymes, voir George Davis et Davis.
George Earl Davis, connu sous le nom Storm Davis et né le 26 décembre 1961 à Dallas, Texas, aux États-Unis, est un ancien lanceur droitier de baseball.
Il évolue dans la Ligue majeure de baseball de 1982 à 1994 et fait notamment partie, en tant que lanceur partant, de deux équipes championnes de la Série mondiale : les Orioles de Baltimore de 1983 et les Athletics d'Oakland de 1989.

## Carrière
Storm Davis évolue pour Baltimore (1982 à 1987), les Padres de San Diego (1987), Oakland (1987-1989) et les Royals de Kansas City (1990-1991), fait de seconds séjours à Baltimore en 1992 et Oakland en 1993, puis termine sa carrière avec les Tigers de Détroit. À partir de la saison 1991, il est surtout utilisé comme lanceur de relève.
Il est le lanceur partant du 4e match de la Série mondiale 1983 pour les Orioles de Baltimore et remporte la victoire aux dépens des Phillies de Philadelphie. Il s'agit de sa seule victoire en grande finale : toujours comme lanceur partant, il subit la défaite dans les 2e et 5e matchs de la Série mondiale 1988 où Oakland s'incline devant les Dodgers de Los Angeles. 
Davis remporte 16 victoires contre 7 défaites pour les Athletics d'Oakland en 1988 et maintient une moyenne de points mérités de 3,70. En 1989, il remporte 19 victoires contre 7 défaites malgré une moyenne plus élevée à 4,36.
Il est battu par Toronto en Série de championnat de la Ligue américaine lors de son seul match joué des éliminatoires de 1989 qui se terminent sur la conquête du titre par Oakland. Il était prévu que Davis soit le lanceur partant des Athletics pour le 4e match de la Série mondiale 1989 à San Francisco, mais le séisme de Loma Prieta interrompt la finale pendant 10 jours et, à la reprise, Oakland décide d'utiliser les mêmes lanceurs partants que lors des deux premières rencontres. Furieux d'ainsi sauter son tour, Davis annonce son intention de se prévaloir de son droit au statut d'agent libre après la Série mondiale et rejoint en décembre suivant les Royals de Kansas City.
Storm Davis joue au total 442 matchs dans le baseball majeur, dont 239 comme lanceur partant. Sa moyenne de points mérités en carrière s'élève à 4,02 en 1 780 manches et deux tiers lancées. Il compte 113 victoires, 96 défaites, 30 matchs complets, 5 blanchissages et 1 048 retraits sur des prises.